# Lynda Tolbert-Goode
Lynda Tolbert-Goode, född den 3 oktober 1967 i Washington D.C, är en amerikansk före detta friidrottare som tävlade i häcklöpning.
Tolbert-Goodes främsta merit är bronsmedaljen på 100 meter häck från VM 1993 i Stuttgart.
Hon deltog vid två olympiska spel. Vid Olympiska sommarspelen 1992 slutade hon på fjärde plats och vid Olympiska sommarspelen 1996 blev hon sjua.

## Personliga rekord
- 100 meter häck - 12,67 från 1993